# 예산 천방사 금동여래좌상
예산 천방사 금동여래좌상(禮山 千方寺 金銅如來坐像)은 대한민국 충청남도 예산군, 천방사에 있는 고려시대의 불상이다. 2010년 7월 30일 충청남도의 유형문화재 제204호로 지정되었다.

## 개요
<예산 천방사 금동여래좌상>의 육계는 크고 낮으며, 정상계주와 중간계주가 표현되었다. 타원형의 얼굴은 눈, 코, 입 등이 두꺼운 도금으로 인해 명료하게 드러나지 않으나 단정한 인상은 잘 남아 있다. 신체 상체는 어깨가 둥글고 허리는 길고 반듯하며, 하반신은 비록 잘못된 주조로 인해 밑부분이 들떴지만 결과부좌한 다리의 표현이 자연스럽고 안정감있다. 신체에는 두꺼운 대의를 걸치고 노출된 가슴에는 수평으로 가로지르는 내의와 군의를 묶는 띠매듭이 표현되었으며, 왼쪽어깨에서 팔꿈치로 떨어지는 옷주름은 삼각형 골주름으로 처리하였다. 안정감 있는 신체 비례, 대의 속에 가로지르는 내의와 띠매듭, 삼각형의 골주름 등은 고려시대 불상의 특징으로, 특히 1346년에 조성된 문수사 금동아미타불좌상과 양식적으로 유사성이 있다.

## 참고 자료
- 예산 천방사 금동여래좌상 - 국가유산청 국가유산포털